# الأبله المنغولي
استخدمت المصطلحات الطبية القديمة الأبله المنغولي ، والمنغولية ، والمنغولي للإشارة إلى نوع معين من القصور العقلي المرتبط بالاضطراب الجيني المشار إليه الآن باسم متلازمة داون. كان المصطلح القديم لشخص يعاني من هذه المتلازمة أبلهًا منغوليًا .
في القرن الحادي والعشرين، هذه المصطلحات أصبحت غير مقبولة، ولم تعد شائعة الاستخدام، وقد تم نسيانها إلى حد كبير  بسبب آثارها المسيئة والمضللة حول المصابين بهذا الاضطراب العقلي الجيني. تم إجراء تغيير للمصطلحات من قبل خبراء علميين وطبيين بالإضافة إلى أشخاص من أصل آسيوي، بما في ذلك من منغوليا.
المصطلح المستقل الأبله نفسه له تاريخ مشابه من المعنى والتغيير الدلالي.

## الأبله كمصطلح دلالي سابق
في حين أن مصطلح الأبله في الاستخدام الحديث ليس فنيًّا ويعني ببساطة شخصًا غبيًا أو أحمقًا، فقد كان في السابق مصطلحًا فنيًّّا في السياقات القانونية والنفسية لبعض أنواع الإعاقة الذهنية العميقة حيث يكون العمر العقلي عامين أو أقل.
المصطلح تدريجيًا استبدل بمصطلح التخلف العقلي العميق، والذي شهد نفسه منذ ذلك الحين تطور تعبير ملطف وتم استبداله بمصطلحات أخرى. جنبا إلى جنب مع مصطلحات مثل معتوه، أبله، ومغفل، أحمق هو الأقدم في تلك الاستخدامات الدلالية، وأصبحت دلالة هجومية في تلك السياقات.

## التاريخ
وصف الطبيب الإنجليزي جون لانجدون داون لأول مرة المتلازمة التي تحمل اسمه الآن كشكل منفصل من أشكال الإعاقة العقلية في عام 1862، وفي تقرير نشر على نطاق واسع في عام 1866. وذلك بسبب إدراكه أن الأطفال الذين يعانون من متلازمة داون بينهم قواسم مشتركة في ملامح الوجه مع السكان الذين وصفهم يوهان فريدريش بلومنباخ بـ «العرق المنغولي»، استخدم داون مصطلح المنغولي.
كانت المنغولية وعلم الأمراض هو العنوان الذي استخدمه السيد دبليو بيرترام هيل في دراسة منشورة عام 1908. تم استخدام مصطلح المنغولية من قبل الطبيب النفسي وعالم الوراثة ليونيل بينروس في أواخر عام 1961.

## علم الزائفة العنصري
دلالات غير صحيحة [صف بدقة] المصطلح [بحاجة لمصدر] قبل الطبيب البريطاني FG Crookshank في كتابه علم زائف The Mongol in the Midst نُشر لأول مرة في عام 1924.

## الرفض
في عام 1961، كتبت مجموعة مرموقة من الخبراء الوراثيين رسالة مشتركة إلى المجلة الطبية The Lancet نصها:
من المسلم به منذ فترة طويلة أن مصطلحات العرقية أبله منغولي، المنغولي، المنغولية، إلخ. ويتم تطبيقها على نوع معين من النقص العقلي لها دلالات مضللة.  إن أهمية هذا الشذوذ بين الأوروبيين وأحفادهم لا تتعلق بفصل الجينات المشتقة من الآسيويين.  يشير ظهوره بين أفراد السكان الآسيويين إلى تسميات غامضة مثل «المغول المنغولي»؛ و زيادة مشاركة الصينيين واليابانيين في التحقيق في الحالة يفرض عليهم استخدام مصطلح محرج.  لذلك نحث على عدم استخدام التعبيرات التي تنطوي على جانب عنصري لهذه الحالة.
مما يعني ضمنا جانبا عنصريا ولا يشترط استخدامه. يأمل بعض الموقعين أدناه إلى استبدال مصطلح المنغولية بتسميات مثل "Langdon Down Anomaly" أو "Down's Syndrome or Anomaly" أو "Congenital Acromicria". ويعتقد الكثير منا أن هذا هو الوقت المناسب لتقديم مصطلح `` Trisomy 21 Anomaly '' ، والذي سيشمل حالات التثلث الصبغي البسيط بالإضافة إلى التحويل.  من المؤمل أن يتبلور الاتفاق على عبارة معينة قريبًا بمجرد التخلي عن مصطلح «المنغولية».
في عام 1965، قررت منظمة الصحة العالمية (WHO) وبناءً على طلب جمهورية منغوليا الشعبية باستخدام هذا المصطلح (متلازمة داون). على الرغم من عدة عقود من التقاعس والمقاومة، بدأ المصطلح بعد ذلك يتلاشى من الاستخدام، واستخدمت مصطلحات أخرى مثل متلازمة داون ومتلازمة داون واضطراب التثلث الصبغي 21 . ومع ذلك، في أواخر عام 1980، ذكر ستيفن جاي جولد في كتاب Thumb's Pumb أن مصطلح «المنغولية» لا يزال شائع الاستخدام في الولايات المتحدة، على الرغم من كونه «تشهيريًا» و «خطأ في جميع الأحوال».
في القرن الحادي والعشرين، تعتبر هذه المصطلحات الطبية القديمة والمتعلقة بالمتلازمة غير مقبولة في البلدان الناطقة باللغة الإنجليزية، ولم تعد شائعة الاستخدام، وقد تم نسيانها إلى حد كبير.